# Jiří Vala
Jiří Vala (27. listopadu 1926 Poprad – 15. listopadu 2003 Praha) byl český herec.

## Život
Narodil se v roce 1926 v Popradu, kde sloužil jeho otec, důstojník československé armády. V roce 1937 se narodila jeho sestra Eva. S herectvím začínal Vala už jako student v pražské Uranii, později opustil gymnázium a dal přednost Divadlu pražských předměstí, kde nejen hrál, ale i stavěl kulisy. Teprve na Státní konzervatoři v Praze v letech 1943 až 1947 získal základy profesionálního herectví. Po škole působil postupně v Realistickém divadle Zdeňka Nejedlého v Praze (v sezóně 1947/1948) a ve Státním divadle v Ostravě (1948–1950). Během vojenské služby byl členem Armádního uměleckého souboru (AUS), v roce 1951 byl převelen do Prahy do Divadla československé armády (nyní Divadlo na Vinohradech), kde zůstal i po ukončení základní vojenské služby do roku 1966. Teprve po patnácti letech přešel na čtyři roky do Divadla E. F. Buriana (1967–1971), poté se konečně dostal do Národního divadla, v jehož činoherním souboru působil v letech 1972 až 1999.
Filmaři mu dali příležitosti hrát většinou energické chlapíky ve filmech Synové hor, Král Šumavy, Žižkovská romance, Dům na Ořechovce, Noční host, Smyk, Poklad byzantského kupce, úspěšně spolupracoval také s rozhlasem a dabingem.
Televize mu nabídla několik rolí v seriálech, k nejvýraznějším z nich patřila postava podnikatele Martina Nedobyla v seriálech Sňatky z rozumu (1968) a Zlá krev (1986).
V letech 1972–1986 vyučoval herectví na Pražské konzervatoři.

## Osobní život
Prožil bouřlivý vztah s Jiřinou Švorcovou, který začal při natáčení filmu Král Šumavy. Ta byla již tři roky vdaná za dirigenta Armádního uměleckého souboru Jindřicha Rohana (1919–1978). Jiřina Švorcová se s ním kvůli Jiřímu Valovi rozvedla. Jejich vztah trval osm let. Byl hluboký a bouřlivý, plný rozchodů, vášně a scházení. Jiří Vala měl rád ženy, jeho přítelkyněmi byly Jiřina Jirásková nebo Consuela Morávková. Oženil se s Emílií Skálovou, v roce 1974 se jim narodil syn Viktor.
Mimo herectví byl Jiří Vala velkým fotbalovým příznivcem pražských Bohemians. V roce 1965, kdy byl založen Klokanklub, se stal jeho prvním předsedou. Zemřel úplně opuštěný dvanáct dnů před svými 77. narozeninami.

## Ocenění
- 1967 Vyznamenání Za vynikající práci
- 1969 Čestné uznání za herecký výkon v seriálu Sňatky z rozumu (1968)
- 1983 Cena Československé televize
- 1986 titul zasloužilý umělec
- 1997 Cena Senior Prix

## Film (výběr)
- 1952 Zítra se bude tančit všude – role: dělník Mirek
- 1955 Tanková brigáda – role: odbojář Miloš Sýkora
- 1956 Synové hor – role: Václav Vrbata
- 1957 Zářijové noci – role: poručík Fára
- 1958 Žižkovská romance – role: fasádník Mirek Helebrandt
- 1958 Touha (povídkový film), 2.díl Lidé na zemi a hvězdy na nebi – role: geometr Jan
- 1958 Tenkrát o Vánocích – role: kulometčík Vítek
- 1959 Dům na Ořechovce – role: MUDr. Zdeněk Lambert
- 1959 Král Šumavy – role: strážmistr SNB Karel Zeman
- 1961 Jarní povětří – role: medik Jindra, Janin chlapec
- 1961 Smrt na cukrovém ostrově – role: MUDr. Trojan, lodní lékař
- 1963 Spanilá jízda – role: Eschweiler z Hohenbachu
- 1966 Poklad byzantského kupce – role: kapitán Exner
- 1971 Metráček – role: trenér atletiky Skřivánek
- 1972 Aféry mé ženy (povídkový film) – role: fotograf Petr Nerad, Adélin muž – ve všech povídkách
- 1973 Údolí krásných žab – role: František Málek, Janin otec
- 1976 Bouřlivé víno – role: emigrant Josef Hrdlička
- 1977 Podivný výlet – role: architekt Petr Hron
- 1979 Poprask na silnici E4 – role: cihlář Takáč
- 1982 Vítr v kapse – role: mistr Barbachán
- 1990 Vrať se do hrobu! – role: dr. Brousek, Víťův ředitel

## Televize (výběr)
- 1955 Dobrá píseň (TV film) – role: Vašek
- 1956 Mordová rokle (TV film) – role: Karel
- 1956 Fučík (TV film)
- 1957 Intermezzo (TV film)
- 1958 Matušovci (TV film)
- 1965 Ztracená tvář (TV film) – role: MUDr. Rosen, Bartošův spolužák
- 1968 Sňatky z rozumu (TV seriál) – role: Martin Nedobyl
- 1969 Úsměvy světa (TV cyklus) – role: přítel opravář (1.díl: Jerome Klapka Jerome – 1.povídka: Tandem)
- 1970 Honba za filmovým námětem (TV komedie) – role: režisér
- 1971 Zázrak v Oužlebičkách (TV komedie) – role: Václavíček
- 1971 Klícka (TV filmová komedie) – role: zeť Ota Jedlička
- 1971 Dlouhý podzimní den (TV film) – role: zeť Karel
- 1971 Hostinec U koťátek (TV seriál) – role: traktorista Francek Pivoňka
- 1972 Úsměvy světa (TV cyklus) – role: pan Calloway (6.díl: O' Henry – 2.povídka: Šifra pana Collowaye)
- 1972 Pohár za první poločas (TV film) – role: trenér Svoboda
- 1973 Země úsměvů a snů aneb Hodný strýček Imre (TV hudební pásmo) – role: zpěvák (ne zpěv, jen herecký výkon)
- 1974 Královské řádění (TV inscenace hry) – role: Karel IV.
- 1974 Byl jednou jeden dům (TV seriál) – role: malíř Dlask
- 1974 Nejmladší z rodu Hamrů (TV seriál) – role: Hubert
- 1974 Třicet případů majora Zemana (TV seriál)  – role: Michálek (11. díl: Křížová cesta – 1954)
- 1975 Léto s Katkou (TV seriál pro děti) – role: ujo Jožko
- 1975 Raněný lučištník (TV film) – role: šofér Josef Bezák
- 1975 Pan Tau (TV seriál) – role: špión Charlie (23. díl: Pan Tau a rosnička)
- 1976 Preclíková válka (TV komedie) – role: policejní komisař Sejček
- 1976 Vedlejší cesta (TV film) – role: inženýr
- 1976 Zvonění na zvonky (TV film) – role: profesor češtiny Vrba
- 1978 Zákony pohybu (TV seriál) – role: Václav Kalina, předseda ZV KSČ
- 1979 Zákon rovnosti (TV inscenace) - role: Bernard Bolzano
- 1979 Inženýrská odysea (TV seriál) – role: šéfkonstruktér Heřman
- 1980 Okres na severu (TV seriál) – role: Ludvík Andrys, předseda ZV KSČ chemických závodů
- 1982 Dobrá Voda (TV seriál) – role: ekonom Forejt
- 1984 My všichni školou povinní (TV seriál) – role: právník
- 1985 Rozpaky kuchaře Svatopluka (TV seriál) – role: Vrána, ředitel hotelu Grand
- 1986 Zlá krev (TV seriál) – role: Martin Nedobyl
- 1986 Světlo v tmách (TV komedie) – role: kriminální rada Venkrát (z cyklu: 3× Eduard Bass)
- 1986 Sardinky, aneb život jedné rodinky (TV komedie) – role: otec Josef Odvárka
- 1987 Panoptikum Města pražského (TV seriál) – role: ředitel muzea japonského umění (10. díl: Laková krabička na čaj)
- 1989 Dobrodružství kriminalistiky (TV seriál) – role: správce panství Barks (5. díl: Střela)
- 1990 Přísahám a slibuji (TV seriál) – role: dr. Nehasil
- 1991 Dlouhá míle (TV seriál) – role: Hampl, předseda atletického svazu
- 2006 Úsměvy Jiřího Valy (cyklus České televize)

## Dabing (výběr)
- 1967 Četník ze Saint Tropez – role: četník Berlicot
- 1967 Četník v New Yorku – role: četník Berlicot
- 1968 Pahorek – role: seržant Williams
- 1969 Smrt v červeném jaguáru – role: Jerry Cotton